# 1315
Évszázadok: 13. század – 14. század – 15. század
Évtizedek: 1260-as évek – 1270-es évek – 1280-as évek – 1290-es évek – 1300-as évek – 1310-es évek – 1320-as évek – 1330-as évek – 1340-es évek – 1350-es évek – 1360-as évek
Évek: 1310 – 1311 – 1312 – 1313 –  1314 – 1315 – 1316 – 1317 – 1318 – 1319 – 1320

## Események
- november 24. – Magyarországi Klemenciát, X. Lajos francia király feleségét megkoronázzák Reimsben.[1]
- november 15. – a svájci felkelők legyőzik I. Lipót osztrák herceget a morgarteni csatában, ezzel biztosítják a Svájci Konföderáció függetlenségét.
- A nagy éhségjárvány kitörése Európában.
- V. Edó követi V. Hugót Burgundia hercegi trónján.
- XIII. János lesz Konstantinápoly pátriárkája.
- X. Lajos francia király visszahívja a zsidókat az országba.[2]

## Születések
- Buonamico Buffalmacco, itáliai festő
- III. Jakab mallorcai király

## Halálozások
- V. Hugó burgundi herceg.
- Kán László erdélyi vajda

## Európai időjárás
Egész nyáron hideg esők, a szőlő nem érett be.